# Brest (França)
Brest é uma cidade francesa localizada na região da Bretanha, sede do departamento de Finistère. Sua população em 2005 era de 145.700 habitantes.

## O porto
O porto de Brest alberga um extenso conjunto de infra-estruturas, entre as quais o arsenal da marinha francesa. O arsenal é utilizado desde há vários séculos como a principal base da marinha para a costa Atlântica, e foi um dos ponto de maior actividade militar em várias ocasiões, como por exemplo durante as guerras napoleónicas, que esteve bloqueado pela Royal Navy que assim impediu a invasão da Inglaterra, ou durante a Segunda Guerra Mundial em que foi intensamente utilizado pela kriegsmarine. Ainda durante a segunda guerra mundial, a cidade foi extensamente bombardeada pelos aliados, que visavam o porto, o que destruiu a maior parte dos edifícios históricos da cidade. O porta-aviões FS Charles de Gaulle foi construído no Arsenal de Brest.
O porto comercial movimenta sobretudo contentores, numa extensão de vários km de cais.
Desde 1992 que o porto de Brest é palco de um enorme festival náutico sob a temática do Património Marítimo, que decorre de quatro em quatro anos.
É a também a cidade natal do compositor vanguardista Yann Tiersen.

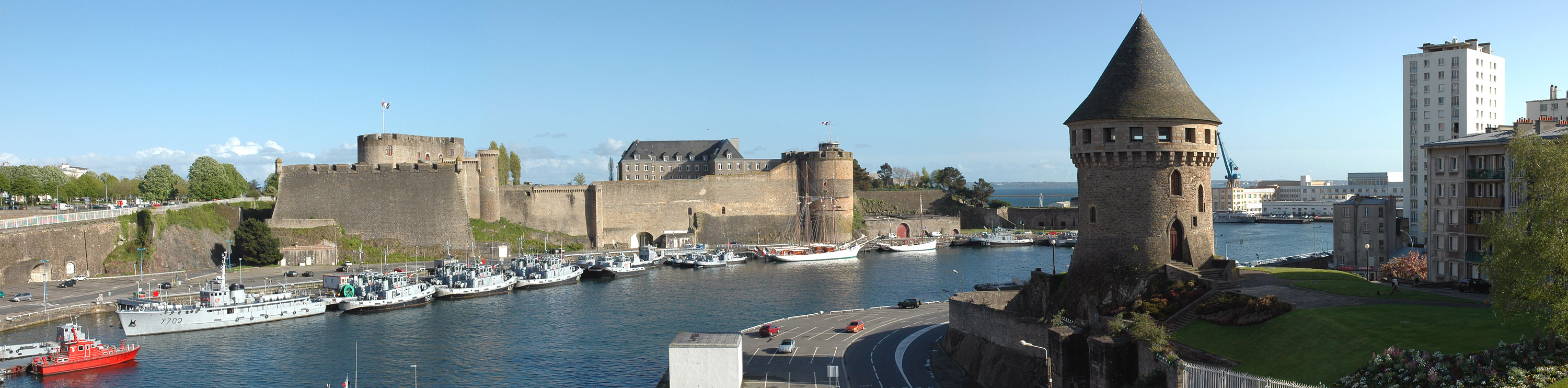
Panorama da ponte Recouvrance do castelo e torre Tanguy.

## Educação
- École nationale supérieure de techniques avancées Bretagne